# Eaton (chaîne de magasins)
Pour les articles homonymes, voir Eaton.

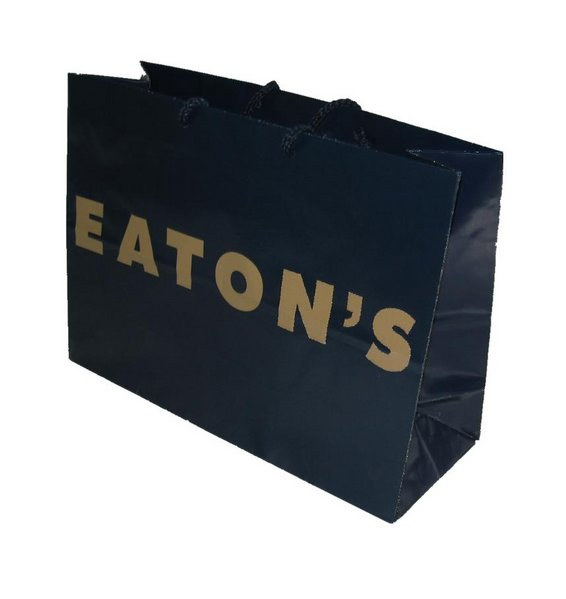
Sac de courses

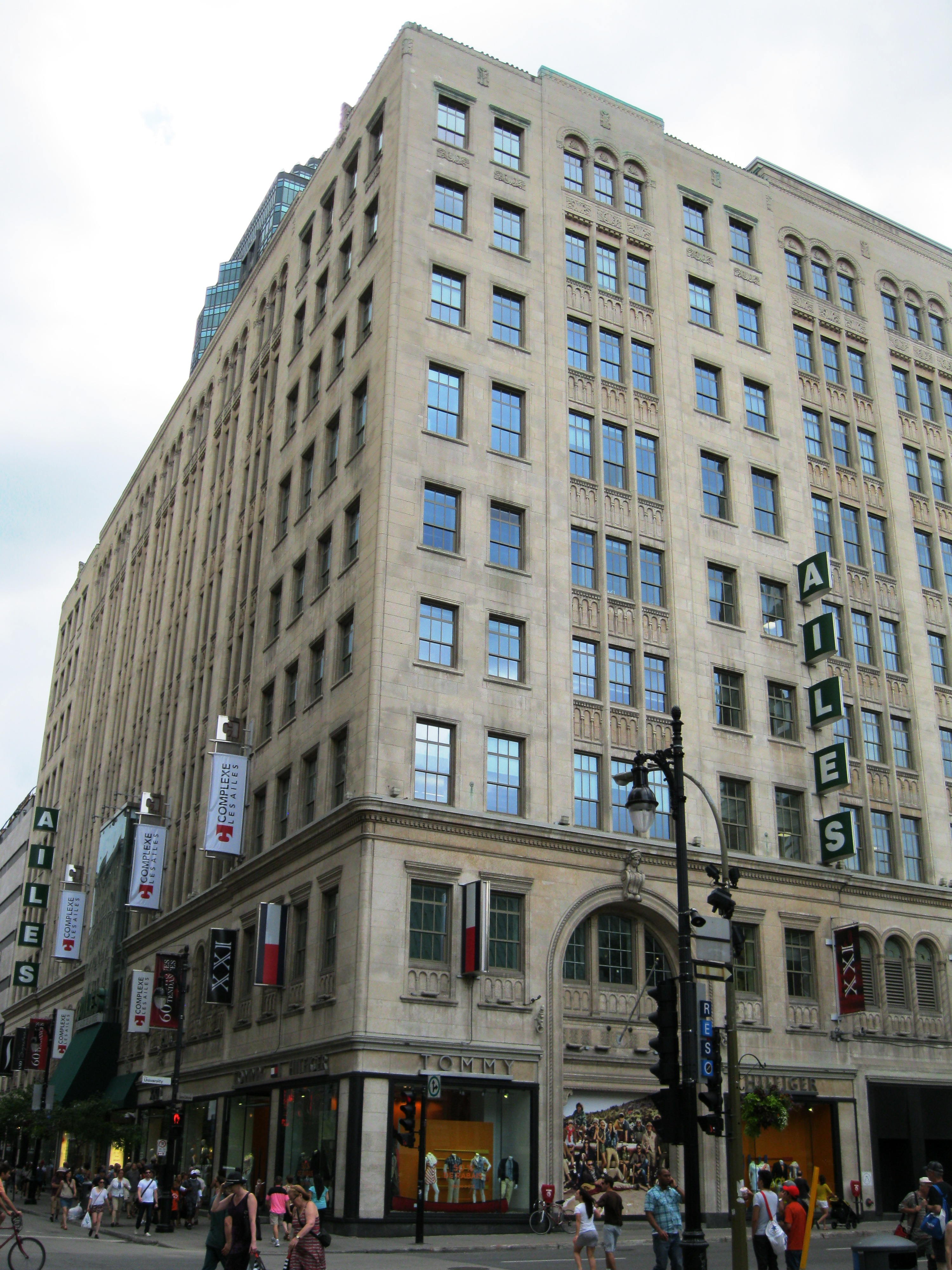
L'ancien grand magasin Eaton de Montréal (centre-ville)

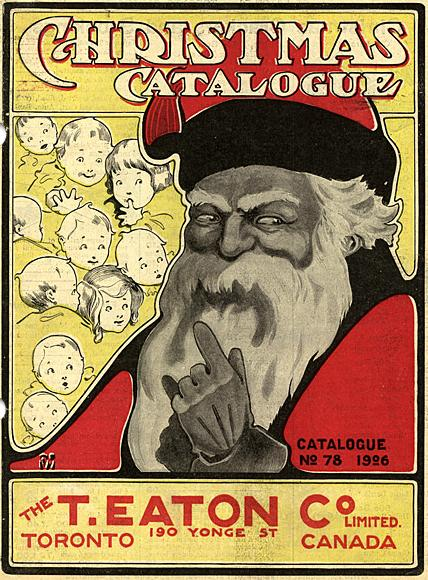
Catalogue Eaton, 1906

Eaton était jadis la plus grande chaîne de grands magasins du Canada. On disait que seul le nom du premier ministre était mieux connu que celui d'Eaton. Le premier magasin fut fondé en 1869 à Toronto par Timothy Eaton (1834-1907), un immigrant irlandais.

## Historique
Timothy Eaton, né le 25 mars 1834 à Ballymena, Antrim, en Irlande du Nord, immigra au Canada en 1854, et ouvrit un commerce avec son frère aîné à St. Marys, près de Stratford (Ontario), en 1860. En 1869, il réussit à ouvrir un magasin de confection sur la rue Yonge, à Toronto, ville populeuse en pleine expansion. Son slogan « satisfaction garantie ou argent remis » transforma le commerce de détail en profession respectable.
En 1925, il acheta le magasin Goodwin installé depuis les années 1890 rue Sainte-Catherine, à Montréal. Ce magasin fut augmenté à six étages en 1927 et à neuf en 1930. L'entreprise acquit ensuite un magasin à Regina en 1926, ceux de Hamilton et de Moncton en 1927, de Halifax et de Saskatoon en 1928, de Calgary et d’Edmonton en 1929 et celui de la rue College à Toronto en 1930.
C'est en 1884 qu'Eaton révolutionna le commerce de détail au Canada avec son système innovateur d’achat par catalogue. Ce catalogue cessa sa publication en 1976.

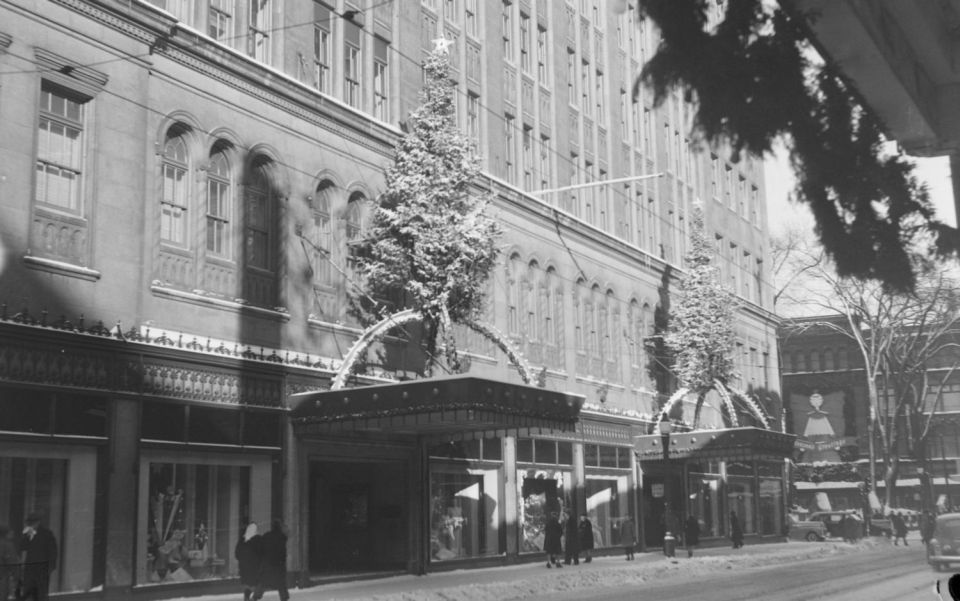
Le magasin Eaton en 1941

## Faillite et reconversion
La chaîne, qui contrôlait presque 60 % du commerce de grand magasin au Canada en 1930, ne détenait plus qu'une maigre part de 10,6 % en 1997. T. Eaton Co. Limited se plaça sous la protection de la loi en 1997 et liquida le tiers de ses magasins pour investir dans la restructuration des principaux, notamment à Montréal, Toronto et Vancouver. La chaîne fit faillite en 1999 après 130 ans d'activités.
Le 20 septembre 1999, Sears Canada annonça l'acquisition pour 50 millions de dollars de toutes les actions de T. Eaton Company, incluant huit de ses magasins et le nom Eaton's. Elle essaya vainement de ressusciter l'intérêt des consommateurs pour ce nom jadis prestigieux. Sears redémarra sept magasins sous la bannière eatons en s'adressant au marché haut de gamme. Mais ce fut un échec et Sears abandonna la partie le 18 février 2002.

## Le magasin montréalais
L'ancien grand magasin Eaton de Montréal fut fermé à l'automne 1999— il deviendra le Complexe les Ailes. À l'été 2000, le promoteur immobilier Ivanhoé, filiale de la Caisse de dépôt et placement du Québec, a racheté le bâtiment pour 34 millions de dollars. Après une reconversion de 100 millions de dollars, l'immeuble rouvrit en 2002 partiellement en immeuble de bureaux et partiellement en un centre commercial de plus de 60 boutiques : Le Complexe Les Ailes.
Conçu par les architectes Ross et Macdonald, l'immeuble de Montréal demeure un point d'intérêt sur la rue Sainte-Catherine. Le célèbre restaurant du neuvième étage, conçu en 1930 par le Français Jacques Carlu d'après la salle à manger de la première classe du paquebot Île-de-France, a récemment été restauré par les architectes Fournier, Gersovitz, Moss et associés et a été classé site historique protégé à l’été 2000 à cause de sa riche décoration art déco et de son mobilier d'origine.

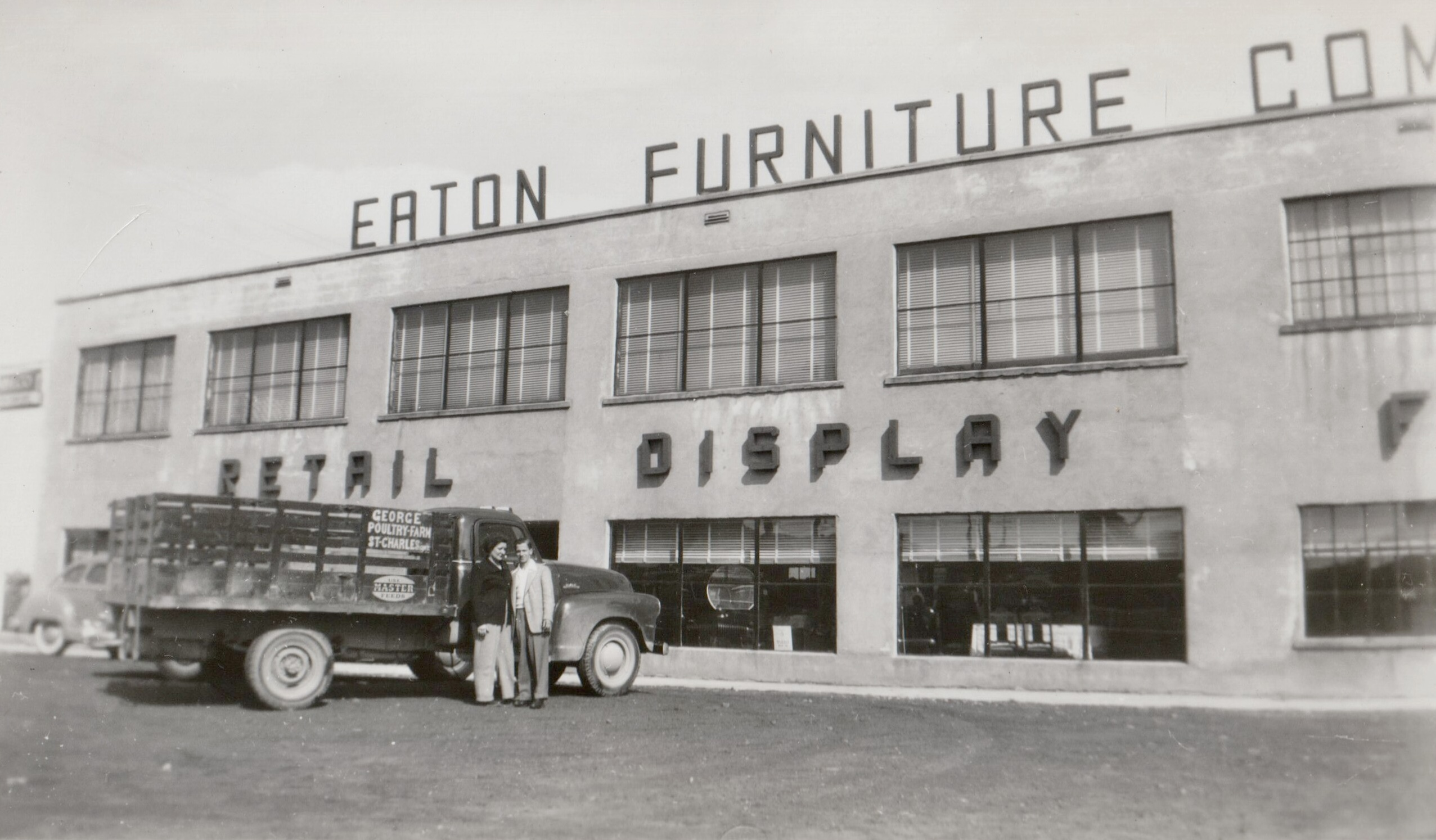
Centre Eaton vers 1940

## Centres Eaton
Les Centres Eaton (Eaton Centres ) sont une chaîne de centres commerciaux développés par Eaton.
Le centre commercial, Centre Eaton Toronto, le deuxième plus grand au Canada, tient son nom de la famille Eaton.